# Max Gordon
Max Gordon, né le 20 août 1854 à Vilnius et mort à une date inconnue, est un placier et militant nihiliste et anarchiste juif lituanien. Commençant son militantisme politique dans les années 1880, il est déporté cinq ans dans un camp de travail de Sibérie pour ses activités révolutionnaires, puis - tandis que ses enfants s'intègrent au mouvement nihiliste - il rejoint Paris avec sa famille, où il s'intègre au mouvement anarchiste en France. Il est arrêté en possession d'un nombre important de brochures et de matériel de propagande anarchiste mais les poursuites à son encontre sont finalement abandonnées.
Sa photographie policière fait partie des collections du Metropolitan Museum of Art (MET). 

## Biographie

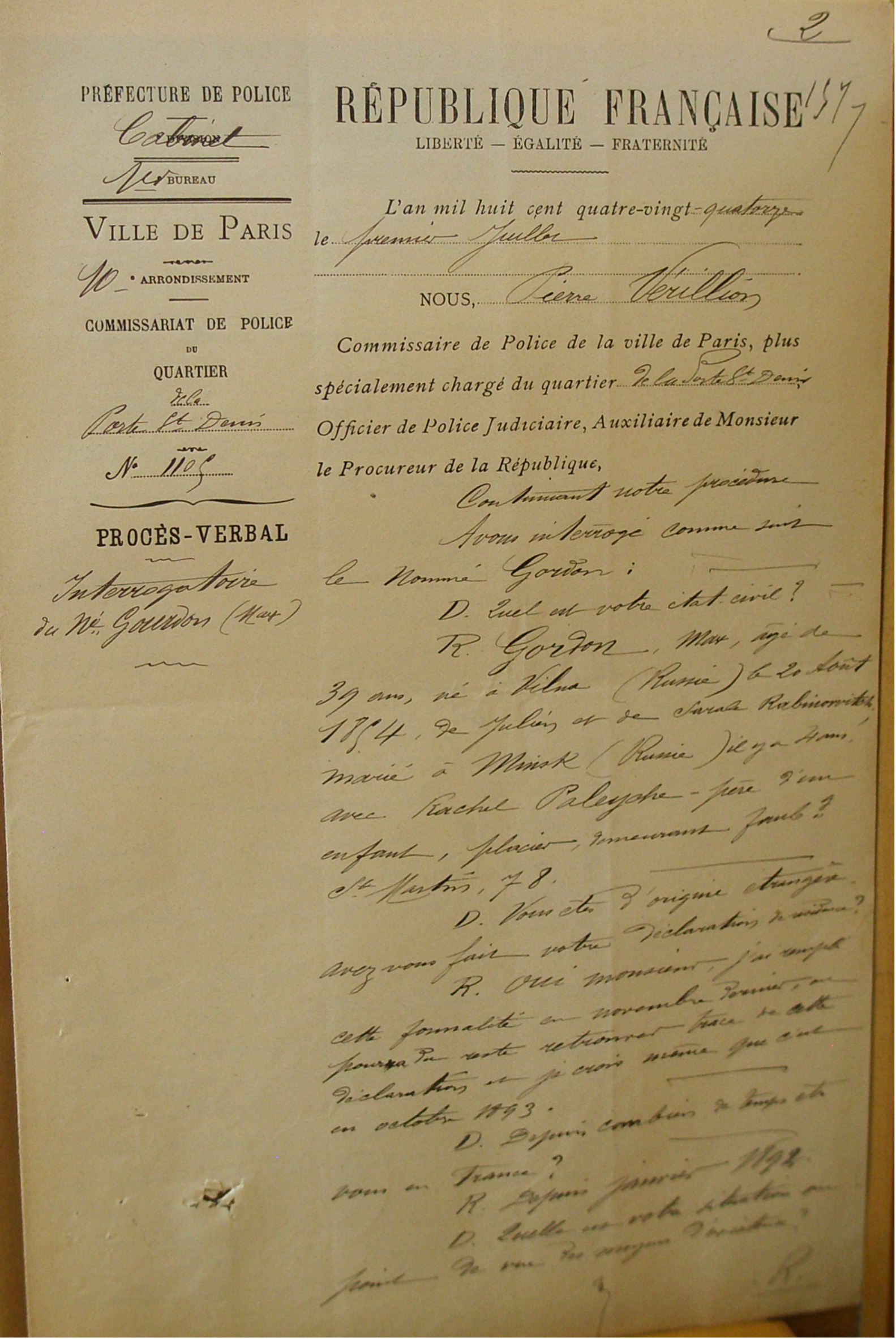
Interrogatoire de Gordon lorsqu'il est arrêté en 1894 (Archives de Paris - D. 3 U6 51 - courtoisie dArchives anarchistes)

Max Gordon naît dans une famille juive lituanienne à Vilnius, le 20 août 1854,. À la fin des années 1870, il réside deux ans en Allemagne,.
Gordon est condamné en 1885 à cinq ans de déportation dans un camp de travail en Sibérie pour activités révolutionnaires,. Il a plusieurs enfants, dont Eva Gordon, alors en couple avec Kazintcheff, un nihiliste impliqué dans un attentat à la bombe, et un fils, David Israël, qui devient président du Cercle des ouvriers israëlites russes et est en relation avec d'autres nihilistes,. 
Il épouse Rachel Palehoye en 1890 et la famille Gordon, le père, son épouse, David et le jeune fils de neuf ans, Alexandre Gordon, rejoignent Paris en 1892,. Il est le seul à parler français et est embauché comme placier pour subvenir aux besoins de la famille,. Ils sont rapidement fichés comme participant à des activités anarchistes en France,.
Le 1er juillet 1894, à quatre heures et demie du matin, son domicile est perquisitionné par la police qui recherche son fils, David,. Elle ne trouve pas sa cible, mais surprend Gordon en sous-vêtements et procède à la perquisition du domicile,. Chez lui, la police trouve un nombre important de brochures, journaux et textes anarchistes, en particulier sur Ravachol et l'attentat de l'Assemblée nationale, mais aussi de la littérature anarchiste en russe et en yiddish. Elle trouve aussi écrit « Carnot est mort », l'anarchiste se défendant en déclarant que son jeune fils en serait l'auteur,.
Lors de son interrogatoire, il soutient être pacifiste et souscrire à la vision de Léon Tolstoï,. Si autant de textes anarchistes se seraient trouvés chez lui, c'est parce qu'il serait particulièrement intéressé par la question sociale, et que l'anarchie serait l'une de ses expressions,. Gordon admet parler plusieurs langues, y compris le russe, le français, le yiddish, mais déclare parler anglais assez mal,. D'abord poursuivi pour association de malfaiteurs, il est finalement libéré,.

## Postérité

### Photographie policière
Sa photographie policière fait partie des collections du Metropolitan Museum of Art (MET).